# Emanuelle Lima
Emanuelle Leal Lopes e Lima (Vitória, 3 de maio de 1996) é uma ginasta rítmica brasileira. Representou o Brasil nos Jogos Olímpicos de Verão de 2016, como parte do conjunto brasileiro da ginástica rítmica.

## Carreira
Emanuelle iniciou sua trajetória esportiva na ginástica artística como parte de um projeto escolar, vindo a optar pela ginástica rítmica aos 5 anos de idade.
Em 2015, Emanuelle foi convocada para disputar os Jogos Pan-Americanos de 2015 como parte do conjunto brasileiro. Emanuelle conquistou 3 medalhas junto com o conjunto brasileiro: ouro no grupo geral, ouro no 5 fitas e prata no 6 maças + 2 arcos. Ainda em 2015 Emanuelle participou do Campeonato Mundial em que a equipe terminou em 16º lugar.
No ano seguinte, Emanuelle Lima foi convocada para representar o Brasil na competição de equipes nos Jogos Olímpicos de Verão de 2016. A equipe brasileira viria a ficar fora da final por uma pequena margem, terminando a competição em nono lugar.
Em 2017 Emanuelle optou por abrir mão da seleção brasileira, preferindo competir apenas a nível local, por entender já ter alcançado todos os objetivos com a equipe nacional.